# 7492 Kačenka
7492 Kačenka eller 1995 UX är en asteroid i huvudbältet som upptäcktes den 21 oktober 1995 av den tjeckiske astronomen Petr Pravec vid Ondřejov-observatoriet. Den är uppkallad efter Kateřina Macháčová.
Asteroiden har en diameter på ungefär 3 kilometer och den tillhör asteroidgruppen Nysa.